# Henry Augustus Pilsbry

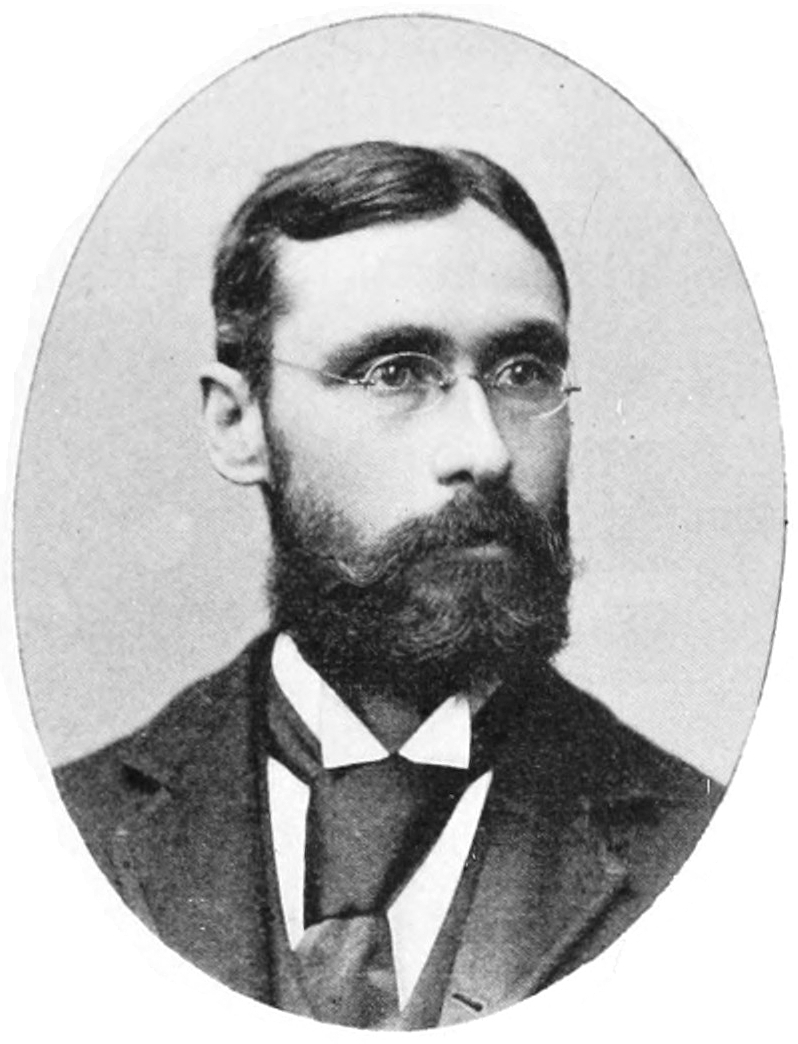
Henry Augustus Pilsbry (1914) met zijn handtekening

Henry Augustus Pilsbry (Iowa City, 7 december 1862 - Lantana (Florida), 26 oktober 1957) was een Amerikaans bioloog, malacoloog en carcinoloog.
Hij bestudeerde de rankpotigen (Cirripedia) en weekdieren (Mollusca), in het bijzonder de keverslakken en landslakken. Tijdens zijn leven was hij een autoriteit op het gebied van de taxonomie van de rankpotigen en de keverslakken.